# Промышленные выставки
Промы́шленные вы́ставки — выставки, на которых демонстрируются промышленные изделия.
В Российской империи промышленные выставки устраивались согласно правилам Мануфактурного совета, утверждённым в октябре 1828 года. На выставки допускались фабричные и мануфактурные изделия без платежа гильдейских сборов, но с обязательными клеймами, которые удостоверяли русское производство товаров. Первая выставка в России открылась в 1829 году в Петербурге.
В настоящее время промышленные выставки представляют собой сочетание специализированных выставок и тематических экспозиций, открывая для участников и посетителей таких выставок новые перспективы, технологии и оборудование. В отличие от выставок в определённой отрасли, дающих лишь частичное представление об отдельных сегментах промышленности, спектр предложений промышленных выставок охватывает практически все отрасли. В России проходят промышленные выставки, которые предоставляют предприятиям широкие возможности для презентации технологий, систем и компонентов, а также инновационных решений для различных отраслей промышленного производства.
Промышленные выставки проводятся в 150 городах России, в федеральных, областных и некоторых районных центрах. Наибольшее количество выставок проходят в Москве, Санкт-Петербурге, Новосибирске, Краснодаре, Красноярске, Белгороде, Екатеринбурге, Казани, Нижнем Новгороде, Перми.
Среди наиболее известных российских выставочных предприятий, в которых проводятся промышленные выставки, можно отметить Экспоцентр, Всероссийский выставочный центр, Крокус-экспо, Екатеринбург-Экспо, Новосибирск Экспоцентр, Казань Экспо и др.